# Shahar Zubari
Shahar Zubari –también transliterado como Shahar Tzuberi, en hebreo, שחר צוברי– (Eilat, 1 de septiembre de 1986) es un deportista israelí que compite en vela en la clase RS:X. 
Participó en tres Juegos Olímpicos de Verano, entre los años 2008 y 2016, obteniendo una medalla de bronce en Pekín 2008, en la clase RS:X.
Ganó una medalla de bronce en el Campeonato Mundial de RS:X de 2008 y cinco medallas en el Campeonato Europeo de RS:X entre los años 2009 y 2020.

## Palmarés internacional
| \| Juegos Olímpicos \| Juegos Olímpicos \| Juegos Olímpicos \| Juegos Olímpicos \| \| Año \| Lugar \| Medalla \| Clase \| \| ------------------ \| ------------------------ \| ----------------- \| ---------------- \| \| 2008 \| Pekín (China) \| Medalla de bronce \| RS:X \| \| Campeonato Mundial \| \| \| \| \| Año \| Lugar \| Medalla \| Clase \| \| 2008 \| Auckland (Nueva Zelanda) \| Medalla de bronce \| RS:X \| \| Campeonato Europeo \| \| \| \| \| Año \| Lugar \| Medalla \| Clase \| \| 2009 \| Tel-Aviv (Israel) \| Medalla de oro \| RS:X \| \| 2010 \| Sopot (Polonia) \| Medalla de oro \| RS:X \| \| 2013 \| Brest (Francia) \| Medalla de plata \| RS:X \| \| 2018 \| Sopot (Polonia) \| Medalla de bronce \| RS:X \| \| 2020 \| Vilamoura (Portugal) \| Medalla de plata \| RS:X \| |                          |                   |       |
| Juegos Olímpicos |                          |                   |       |
| Año | Lugar                    | Medalla           | Clase |
| 2008 | Pekín (China)            | Medalla de bronce | RS:X  |
| Campeonato Mundial |                          |                   |       |
| Año | Lugar                    | Medalla           | Clase |
| 2008 | Auckland (Nueva Zelanda) | Medalla de bronce | RS:X  |
| Campeonato Europeo |                          |                   |       |
| Año | Lugar                    | Medalla           | Clase |
| 2009 | Tel-Aviv (Israel)        | Medalla de oro    | RS:X  |
| 2010 | Sopot (Polonia)          | Medalla de oro    | RS:X  |
| 2013 | Brest (Francia)          | Medalla de plata  | RS:X  |
| 2018 | Sopot (Polonia)          | Medalla de bronce | RS:X  |
| 2020 | Vilamoura (Portugal)     | Medalla de plata  | RS:X  |